# Mont Rumija
Le mont Rumija ou Vrh Rumija (en cyrillique serbe et monténégrin : Румија ; en albanais Maja e Rumisë) est une montagne du Sud du Monténégro. Elle est située à l'est de la ville de Bar et sépare la mer Adriatique du bassin du lac de Skadar. C'est la montagne la plus méridionale du Monténégro, elle culmine à 1 594 mètres d'altitude.

## Géographie
Le chaînon montagneux s'étale sur dix kilomètres, du nord-ouest au sud-est. Le flanc de la montagne est particulièrement pentu côté Adriatique, un peu moins du côté du lac de Skadar. Le dénivelé entre le sommet et la mer est l'un des plus importants du Monténégro.

## Symbole religieux

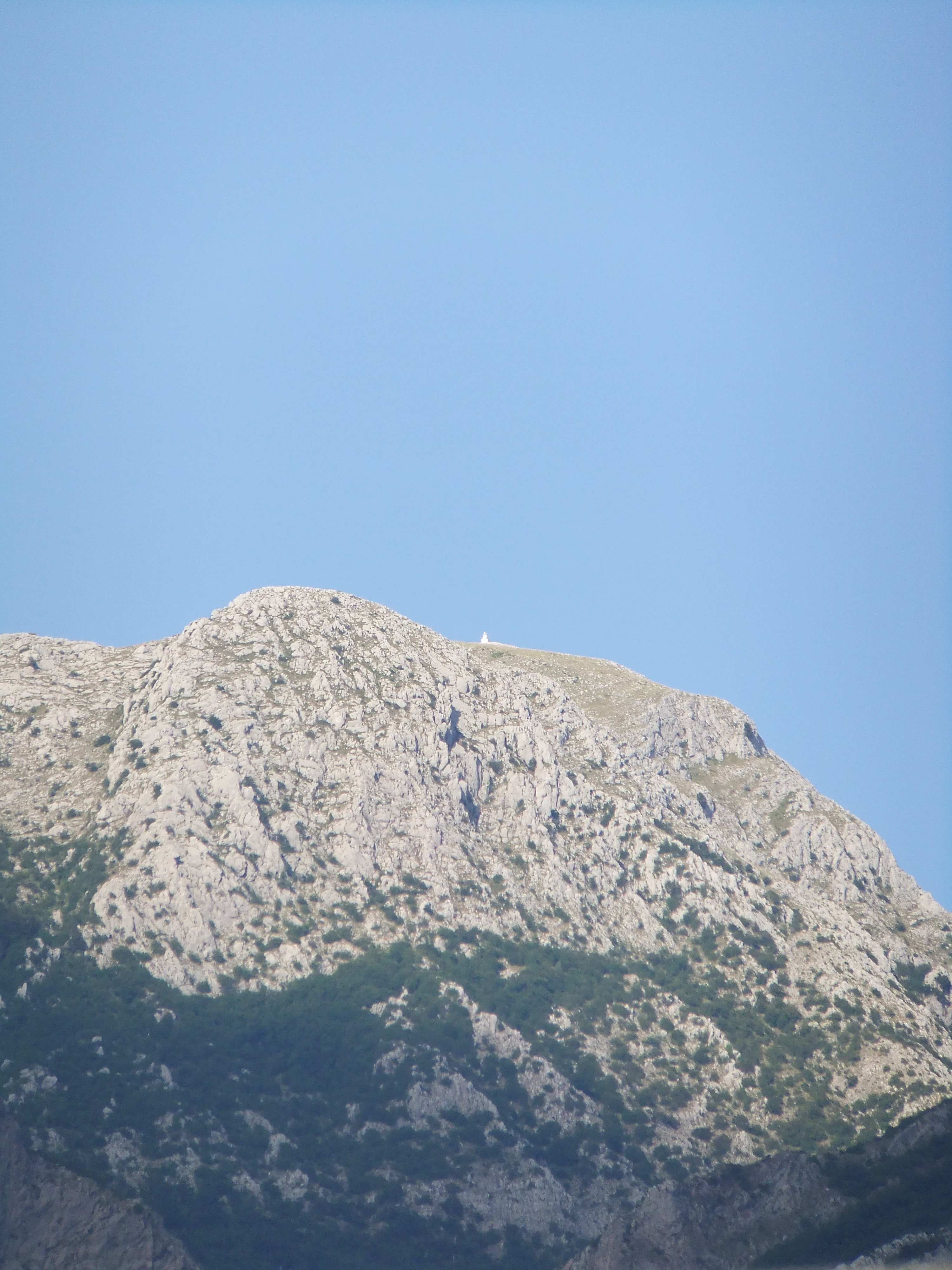
Vue du mont Rumija avec sa chapelle au sommet.

Les trois principales communautés religieuses de la région, orthodoxes, musulmans et catholiques, considèrent le mont Rumija comme un lieu sacré.
C'est un lieu de cérémonies religieuses pour les chrétiens orthodoxes. Tous les ans à la Pentecôte, la croix de Jovan Vladimir est transportée du village de Veliki Mikulići jusqu'au sommet. Traditionnellement, les musulmans et les catholiques de la municipalité de Bar sont aussi conviés à cette cérémonie.

## Polémique
Le 27 juin 2005, les orthodoxes finissent d'ériger une chapelle métallique sur le mont grâce à des hélicoptères de l'armée de la Serbie-et-Monténégro. Cet acte, non autorisé officiellement, est aussitôt critiqué par beaucoup. L'objectif recherché avec cette action est de mettre en avant la supériorité de l'église orthodoxe serbe sur les autres religions et de réaffirmer le caractère serbe du Monténégro, et ce un an avant le référendum d'indépendance du Monténégro. L'Organisation pour la sécurité et la coopération en Europe au Monténégro dénonce la destruction d'un site archéologique par la construction de la chapelle ainsi que le risque de déstabilisation de la région.
Un décret ordonnant la démolition fut signé en 2009. En 2019, l'église est toujours en place, de grosses pierres entourant trois de ses quatre côtés, ce qui contribue à renforcer sa résistance aux vents. 

## Ascension
Depuis Stari Bar, il est possible de rejoindre le sommet en environ 5 heures de marche. 
L'ascension la plus rapide s'effectue toutefois directement depuis le village de Veliki Mikulići et du monastère Svetog Sergija (environ 980 m d'altitude), qui sont reliés à Stari Bar par environ 10 kilomètres d'une route carrossable. Un sentier bien balisé et entretenu mène alors directement au sommet.
L'ascension par le nord est également possible. Depuis la route R 15 qui longe le lac de Skadar, quelques centaines de mètres au sud du lieu-dit Livari, un panneau à 473 m indique la direction à prendre et une distance à parcourir de 4,7 kilomètres. Le sentier traverse peu après le départ le village de Gornja Briska. Dès que la pente se redresse, le sentier continue en forêt. S'il est très régulièrement balisé, le sentier est peu entretenu et traverse une végétation abondante, ce qui rend la progression relativement difficile. Le sentier rejoint la crête du massif, au sud-est du sommet. Il rejoint le sentier principal en provenance du monastère à environ 400 mètres du sommet.